# Dos Abend Blatt
 Dos Abend Blatt  (идиш אבענד בלאטט פון דיא ארבייטער צייטונג‎) — ежедневная социалистическая газета на идише, издававшаяся в Нью-Йорке с 1894 года, сперва под редакцией Авраама Кагана (1860—1951), затем Филиппа Кранца.
Как орган Социалистической трудовой партии, газета весьма строго держалась партийной программы, проявляя по социально-политическим вопросам большую стойкость и последовательность; она вела неуклонную борьбу с американским консервативно настроенным тред-юнионизмом и со всякими оппортунистическими течениями в рабочем движении. Это твёрдое направление побудило многочисленных противников газеты в лице разных более склонных к оппортунистической политике рабочих организаций направить свои усилия (не останавливаясь и перед бойкотом) к тому, чтобы заставить газету закрыться; это и последовало в 1902 году. Газета сыграла крупную культурную роль в жизни еврейской общины Нью-Йорка, много способствовав облагорожению вкуса простого читателя, поднятию его культурного уровня и прояснению политического самосознания. С прекращением существования газеты заметно понизился общий уровень еврейской радикальной прессы в Америке в смысле выдержанности тона и стойкости направления.